# Shanghai Daily
Le Shanghai Daily (chinois : 上海日报; Pinyin: Shànghǎi Rìbào) est un journal quotidien de langue anglaise publié en Chine depuis octobre 1999 et détenu par le Shanghai United Media Group. Sa principale clientèle est composée des expatriés vivant à Shanghai, des touristes étrangers et investisseurs visitant Shanghai. Une autre partie de son public est constituée des cols blancs locaux cherchant à maîtriser l'anglais et des étudiants Chinois pour améliorer leur anglais. Le journal se décrit comme le seul quotidien en langue anglaise publié sept jours par semaine en Chine Continentale.